# Elizabeth Douglas-Home
Elizabeth Hester Douglas-Home, baronne Home of the Hirsel, née Elizabeth Alington le 6 novembre 1909 et morte le 3 septembre 1990, est l'épouse du Premier ministre britannique Alec Douglas-Home, en poste de 1963 à 1964.